# ウェストコート

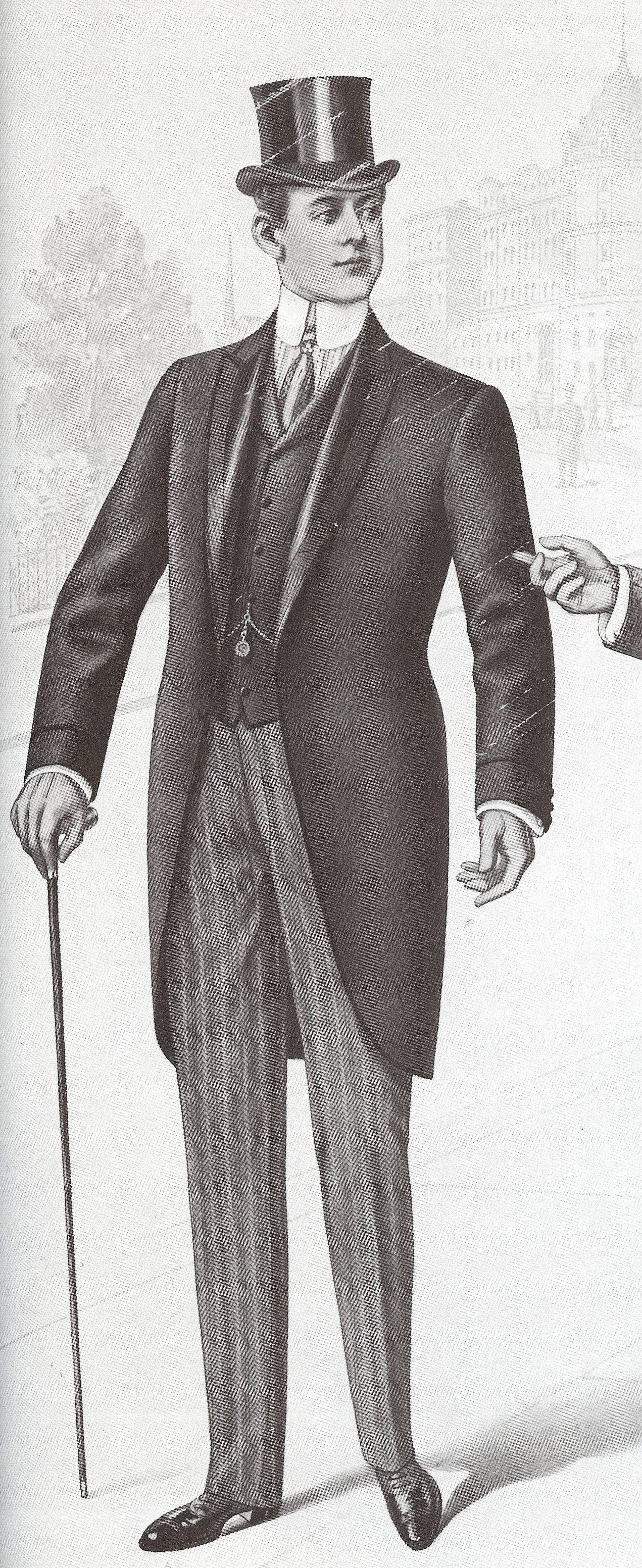
モーニングコートの下に着用したウェストコート

ウェストコート（英語:  waistcoat、フランス語: gilet、米語:vest）は、男性の洋装において上衣の下に着用して胴体部分を覆う被服であり、主に正装や礼装、あるいはスリーピーススーツに中着として着る、袖の無いベストを意味する。胴着や胴衣とも呼ばれている。なお、英語のwaistは日本語では「ウエスト」「ウェスト」と読み書きされることが一般的だが、実際の発音は「ウェイスト」に近い。

## 来歴
17世紀後半以来紳士服はジュストコール（上着）、長袖のベスト、キュロット（半ズボン）、クラヴァット（ネクタイの原型）から構成されていたが、18世紀に入るとジュストコールが細身になり、ルイ15世の時代にはベストの袖が無くなった。そして、この袖の無いベストが ウェストコート（Waistcoat）（フランスではジレ(gilet)）と呼ばれるようになった。
現在では、単に｢ベスト｣といえば、男女問わず丈が短めで袖が無い上着の下に着る胴着という意味で用いられることが多い。
なお、日本では明治期に袖なしの短い胴着を「チョッキ」と呼ぶことが定着した。その語源については外来語（オランダ語のjak、ポルトガル語のjaqueta、英語のjack）に由来するという説、直着（ちょくぎ）の転訛であるという説などがある。しかし、1960年代から1970年代にかけてベストなどの表現がより一般的になったといわれている。

## 特徴

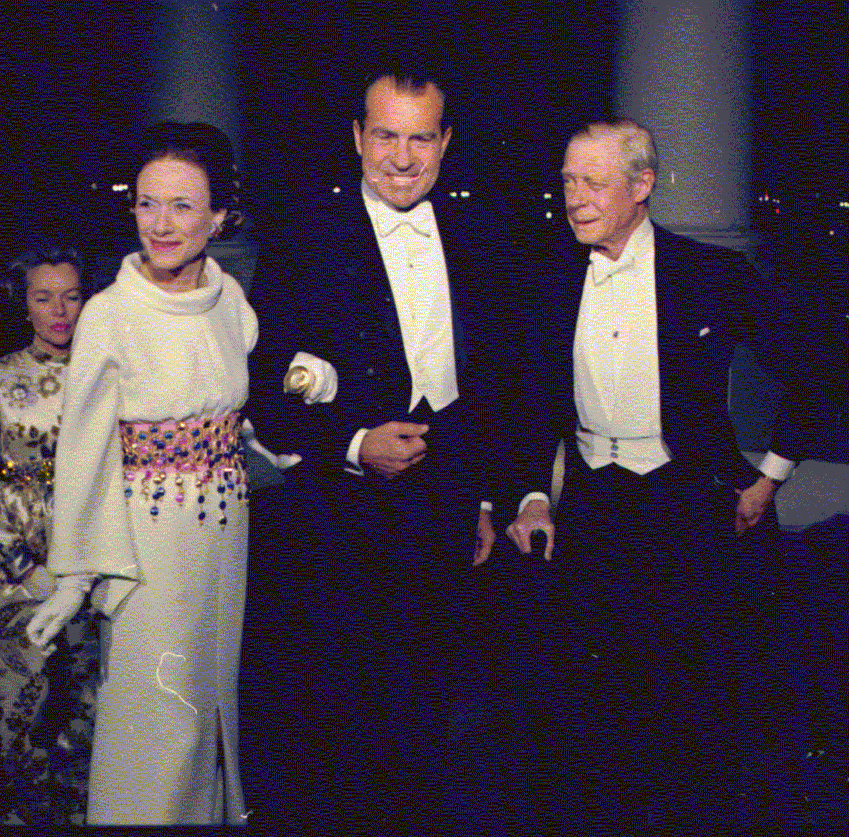
正装時のウェストコート。燕尾服着用時にはその下に白のウェストコートを着用する。

ウェストコートを着用するときは、伝統的にはベルトを用いず、サスペンダー（ズボン吊り）を用いていた。
最も典型的には正面を縦1行で5ないし6個のボタンで留め、前身の生地は背広と同じもの、後身の生地は裏地同様のものか、表地と同様の物が用いられる形状である。背中には尾錠が付いていてサイズの調整が少し出来るようになっている。
襟部分は折返し襟がないものと折返し襟（ノッチドラペルが一般的）があるものとがある。胸ポケットはスーツと同じように左側や、右側と左右両方につけることが出来る。内側のポケットは現在余り見かけないが、アウターウェアの名残で嘗ては付いていた。フラワーホールもつけることが出来る。
シングルの背広にシングルのウェストコートが殆どだが、ダブルのウェストコートも存在する。シングルの背広にダブルのウェストコートやダブルの背広にシングルのウェストコート、ダブルの背広にダブルのウェストコートを合わせることも出来る。
ウェストコートは背広（ダークスーツなどの折襟や、マオカラースーツなどの立襟）の種類やブレスト（シングル・ダブル）や礼服の種類、無地かストライプの有無、背広の色、ボタンの数とVゾーンの深さによって外観が異なる。
シングルの背広は2つ掛け以上の場合は最下部のボタンを外すのが正式。ウェストコートは5つ掛けなら全てボタンを掛け、6つ掛け以上ならボタンが一直線に並んでいる状態なら全て掛け、最下部のボタンが離れているなら最後のボタンは掛けないで外しておく。カーディガンの場合も同様にする。ボタンとボタンの間隔は5センチ(体型により上下する)。
2つボタンの背広の場合は第一ボタンをかけた状態でウェストコートの上のボタンが2個のぞくくらい、3つボタンの背広の場合は1個～1個半覗くくらいで仕立る。
ダブルの背広の場合はシングル・ダブル問わずにウェストコートを見せない、もしくはウェストコートを着用しないとされている。
一番下のボタンは外して着用するのが正しいが、燕尾服等夜間の礼装の内着として用いられる物（一般的にボタンが3ないし4個と少なく、ゆえにVゾーンが深いデザインとなる）は、全てのボタンを留めるのが通例となっている。
股上が深いスラックスの場合は、ウェストコートの丈を短くし、股上が浅いスラックスの場合、丈を長くする必要がある。ベルトとサスペンダーを共用するスラックスの場合は、スラックスの股上を浅くしウェストコートの丈を長くする必要がある。

## 用いられる衣服

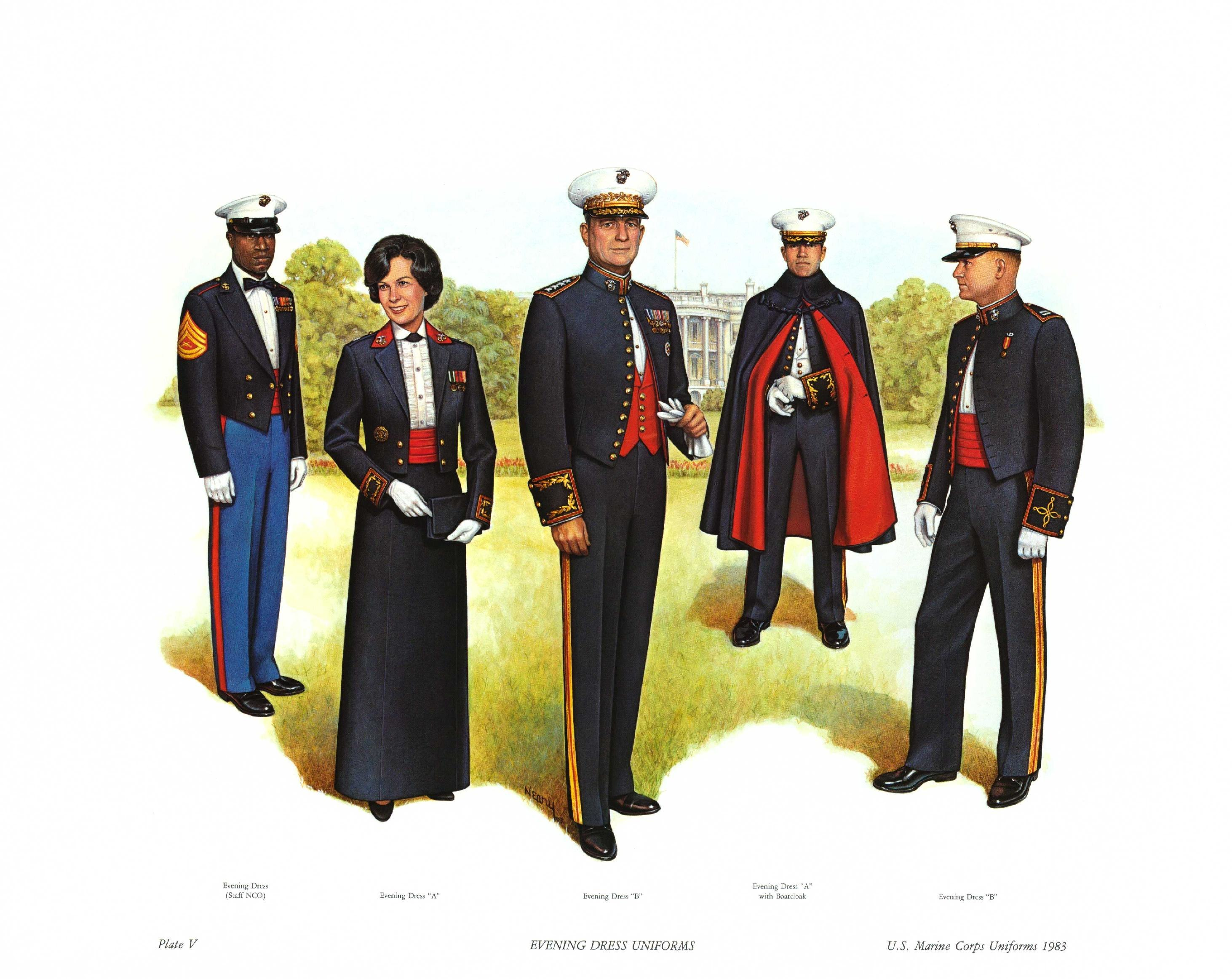
アメリカ海兵隊士官のイブニングメスドレス（ホワイトタイ相当，中央）とメスドレス（ブラックタイ相当，右）。同じ服にイブニングメスドレスでは赤いウェストコート、メスドレスでは赤いカマーバンドを着用。

正装・礼装においては燕尾服、フロックコート、モーニングコート及びディレクターズスーツ等の下にウェストコートを着用するのが正式とされている。TPOにより共布、黒、灰、白が用いられる。ブラックタイ（夜間の準礼装）の場合はウェストコートの代わりにカマーバンドを着用する。
最近の軍服では、ドレスコードがホワイトタイ（燕尾服）の場合はウェストコート、ブラックタイ（タキシード）の場合はカマーバンドを同じメスジャケットの下に着用するよう規定されている場合もある（例：アメリカ陸・海軍・海兵隊、イギリス海軍）。
指揮者や演奏者の服装も軍服のように燕尾服の下にカマーバンドを着用しているところもある。
また、ウェストコートはスーツ、ズボンと共に男性の3つ揃い（スリーピースともいう）を構成し、ワイシャツ・ネクタイの上、上着の下に着用される。第二次世界大戦前後を境に余り着用されなくなった（ツーピースという）。
伝統的にはウェストコートは紳士の服装に必須のものと考えられ、例えば1914年2月28日以前の日本海軍の将校服制では、決して胴衣部分が見えない立襟型の正服等においても「胴衣」という名称でウェストコートの着用が定められていた（「軍服 (大日本帝国海軍)」を参照）。

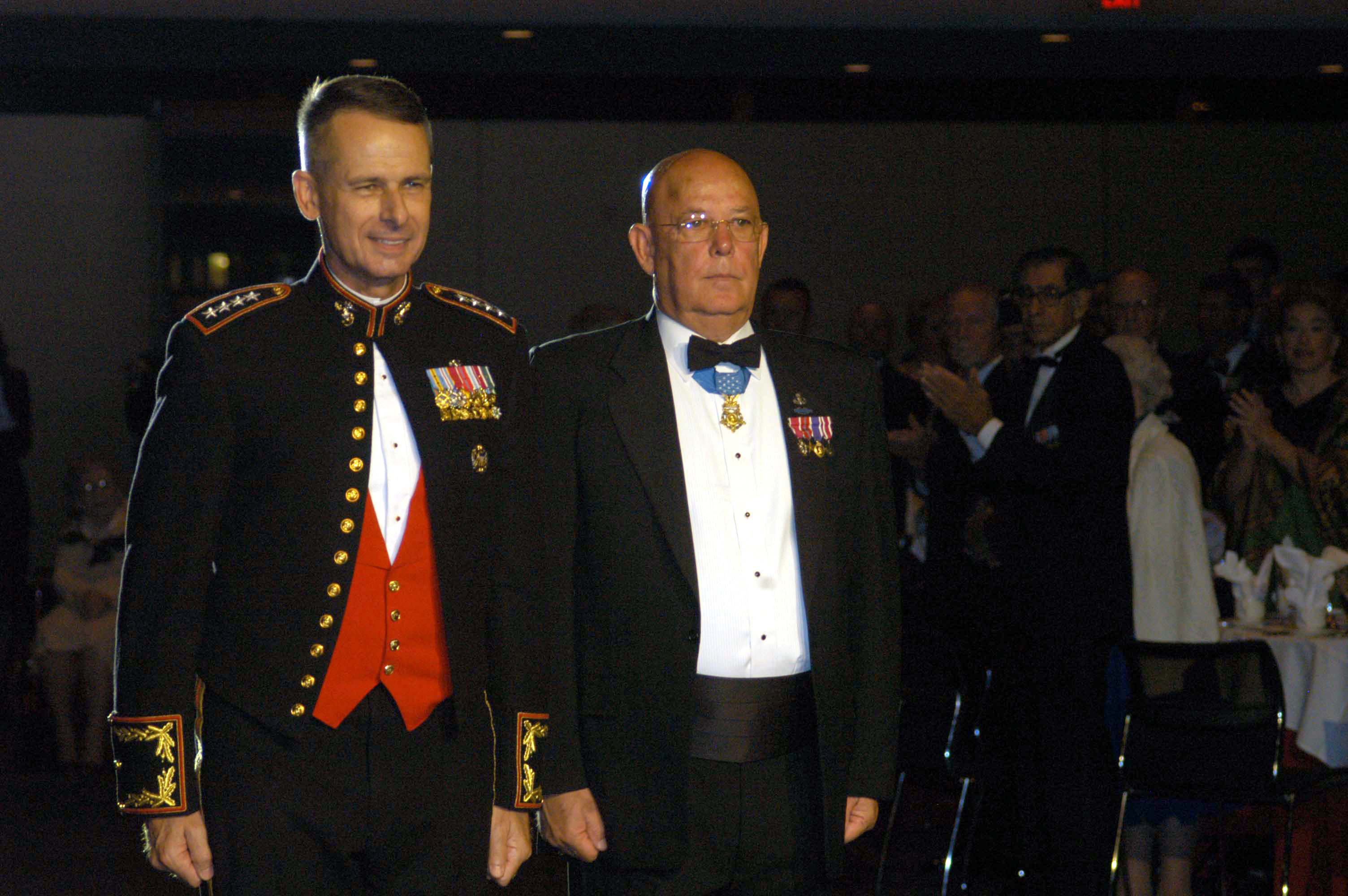
アメリカ海兵隊士官の赤いウェストコート
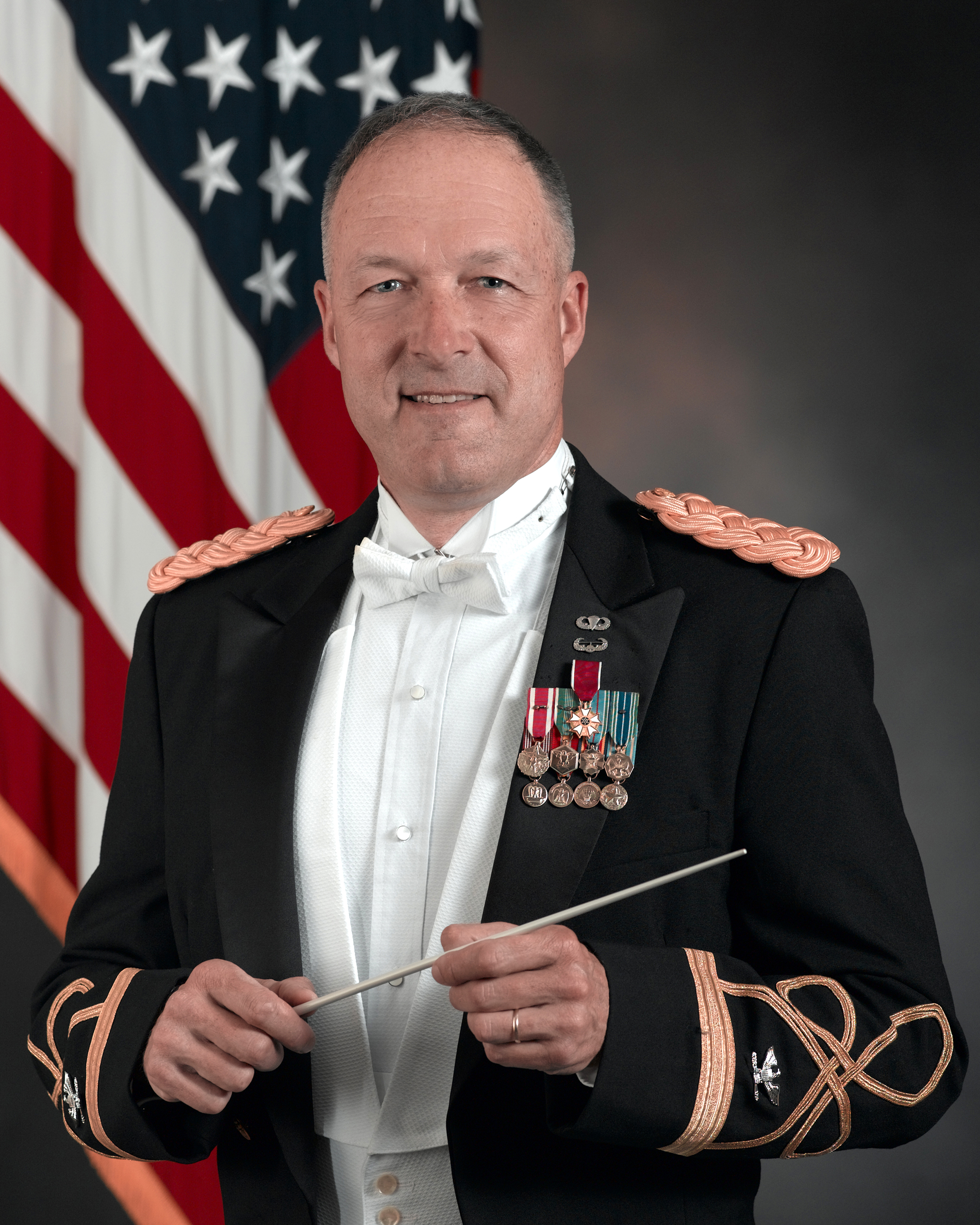
アメリカ陸軍士官のウェストコート

## ウェストコートの一覧

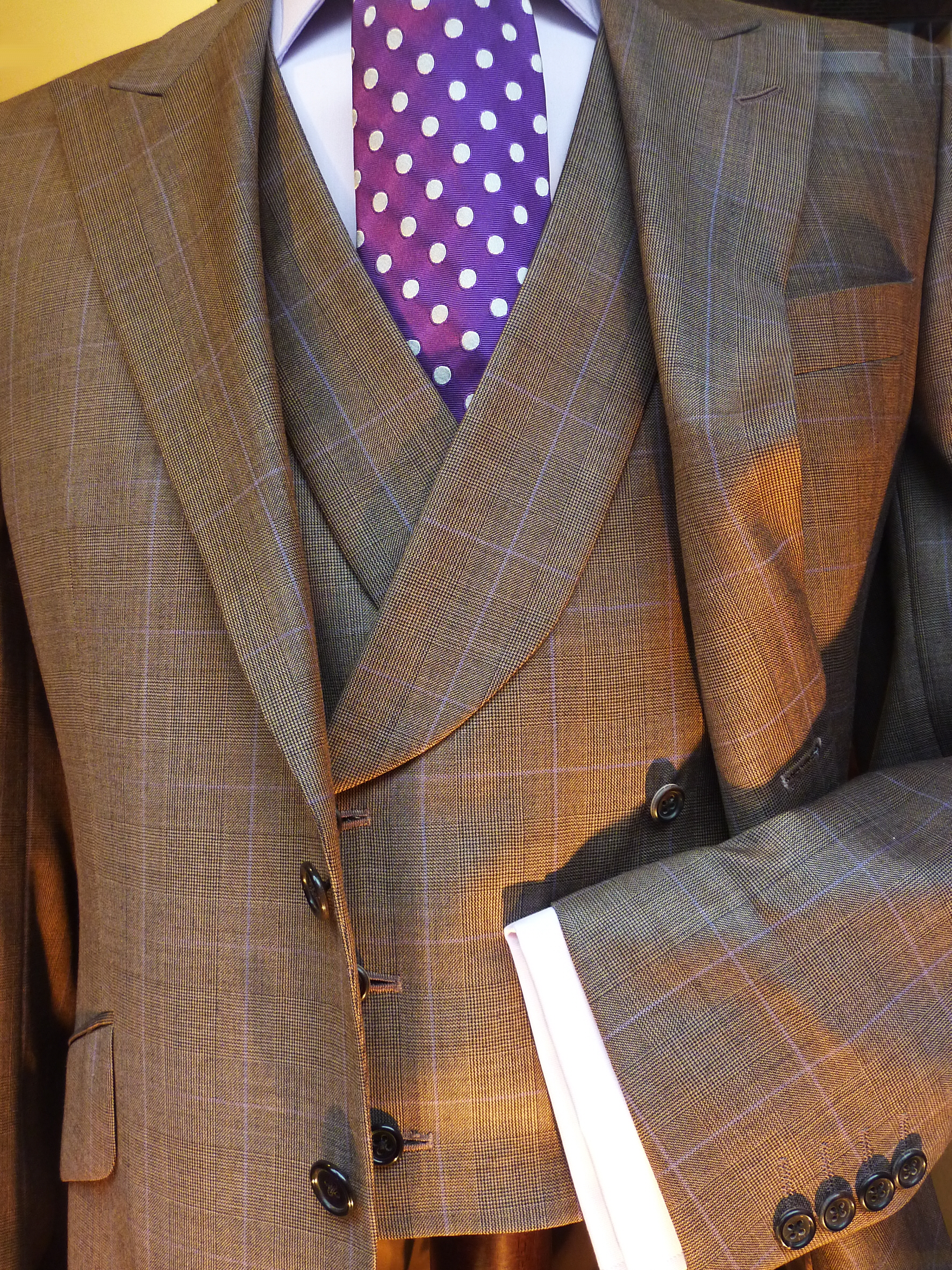
ダブルのウェストコート
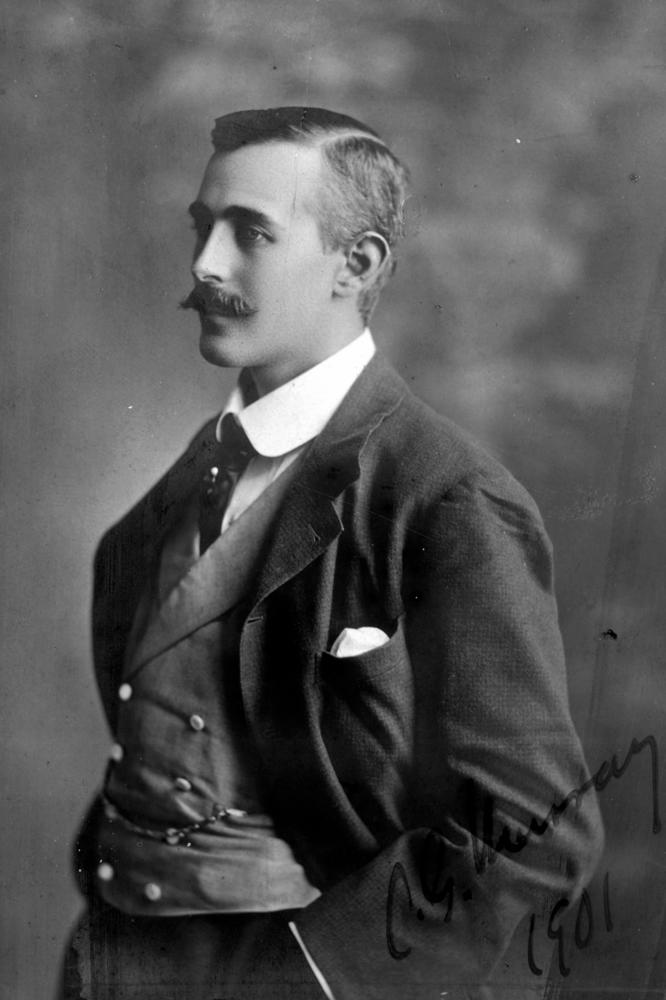
ダブルのウェストコートを着用した男性
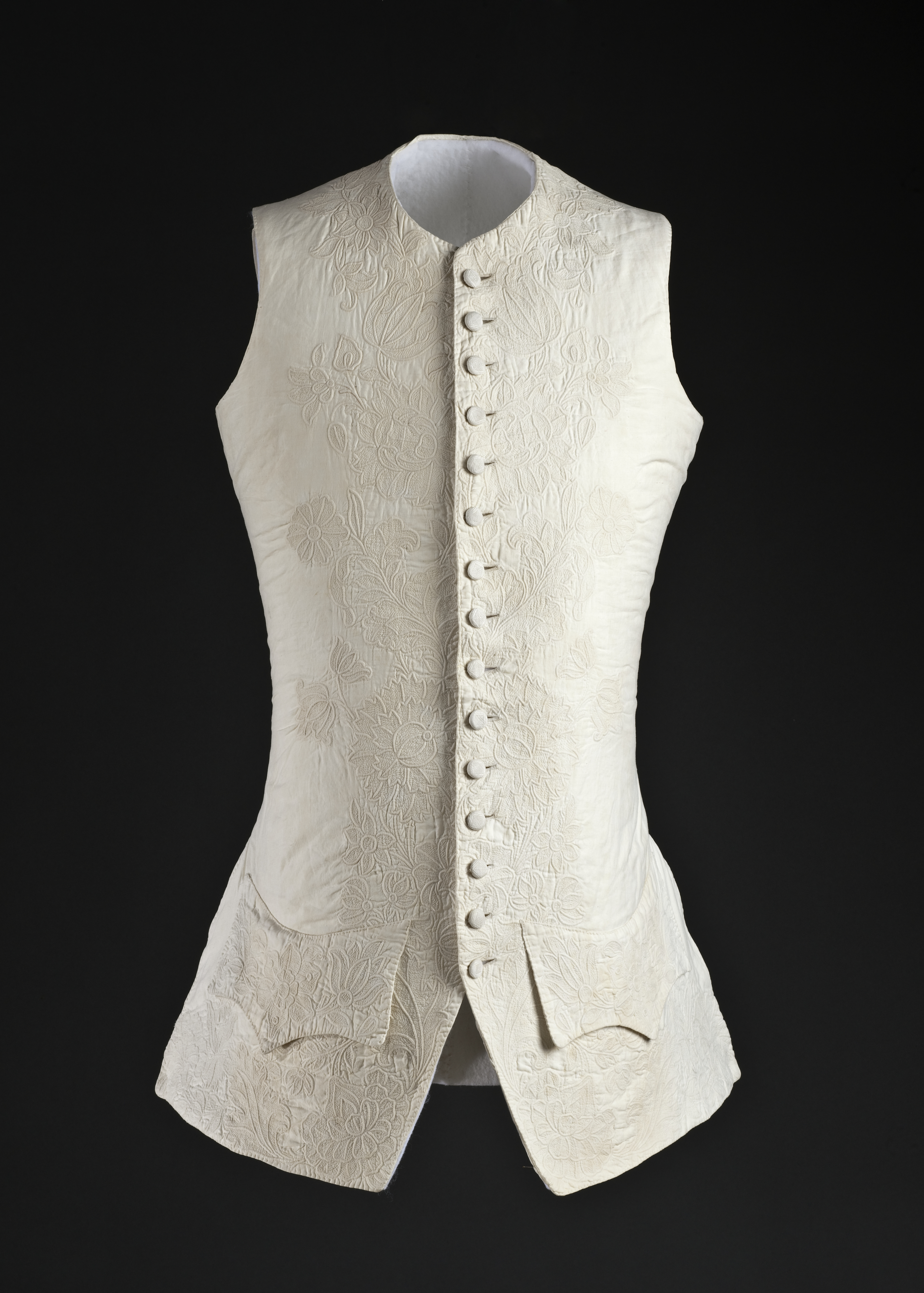
立襟のウェストコート
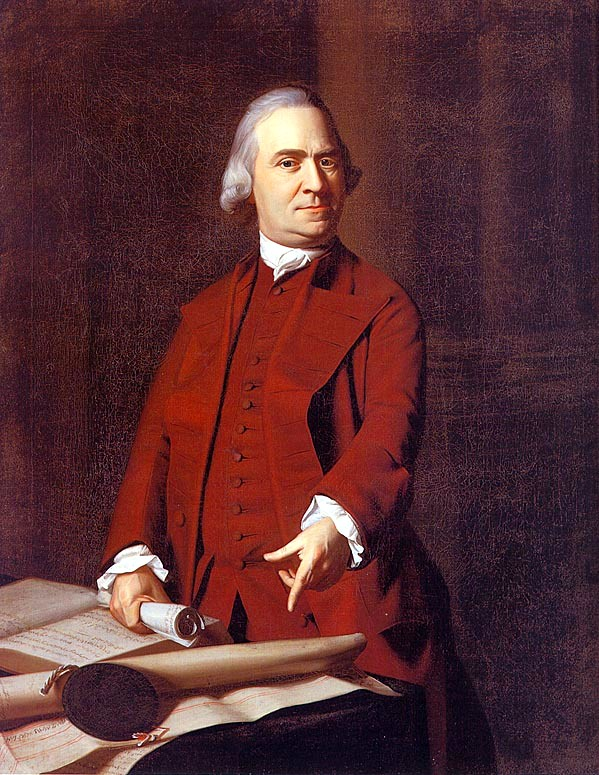
立襟のウェストコートを着用したところ